# The O.C.
《The O.C.》는 FOX에서 2003년 8월 3일부터 2007년 2월 2일까지 방영된 드라마이다.

## 출연
- 피터 갤러거 - 샌디 코언 역
- 켈리 로완 - 커스틴 코언 역
- 벤저민 매켄지 - 라이언 앳우드 역
- 애덤 브로디 - 세스 코언 역
- 레이철 빌슨 - 서머 로버츠 역
- 멀린다 클라크 - 줄리 쿠퍼 역
- 테이트 도노번 - 지미 쿠퍼 역
- 크리스 카맥 - 루크 워드 역
- 앨런 데일 - 케일러브 니콜 역
- 어텀 리저 - 테일러 타운센드 역
- 윌라 홀랜드 - 케이틀린 쿠퍼 역